# R254 (route russe)
Pour les articles homonymes, voir M51.
La route fédérale R-254 « Irtych » (en russe : Федера́льная автомоби́льная доро́га Р-254 «Иртыш», Federalnaya avtomobilnaya doroga R254 «Irtych») appelée aussi « route de l'Irtych» (en référence à la rivière qu'elle traverse), est une route fédérale russe reliant Tcheliabinsk à Novossibirsk. Son extrémité orientale se trouve exactement à Sokour, environ 30 kilomètres à l'est de Novossibirsk. Elle fait partie de la route transsibérienne, axe de transport allant de la capitale jusqu'à Vladivostok en Extrême-Orient russe. La R254 constitue aussi l'un des derniers tronçons de la route européenne 30 et elle est une part de la route asiatique 6, deux axes majeurs de transport. La R254 se divise en deux parties, entrecoupée par la route kazakhe M51, car la route coupe par ce pays-ci. La route traverse le long de son chemin de grandes plaines agricoles et quelques villes, comme Kourgan et Omsk.

## Description
La R254, dénommée Magistrale 51 « Baïkal » (ou ) avant le 1er janvier 2018, relie les villes de Tcheliabinsk et de Novossibirsk via Omsk en traversant quatre sujets fédéraux, les oblasts de Tcheliabinsk et de Kourgan puis ceux d'Omsk et de Novossibirsk. La route mesure 1 282 kilomètres au total, et se divise en deux parties prinicipales, la partie occidentale et la partie orientale. La route est en effet entrecoupée par le Kazakhstan avec la route M51 (M51 était le nom soviétique de tout le trajet, quand les deux pays faisaient partie du même pays) qui prend le relais dans ce pays. 

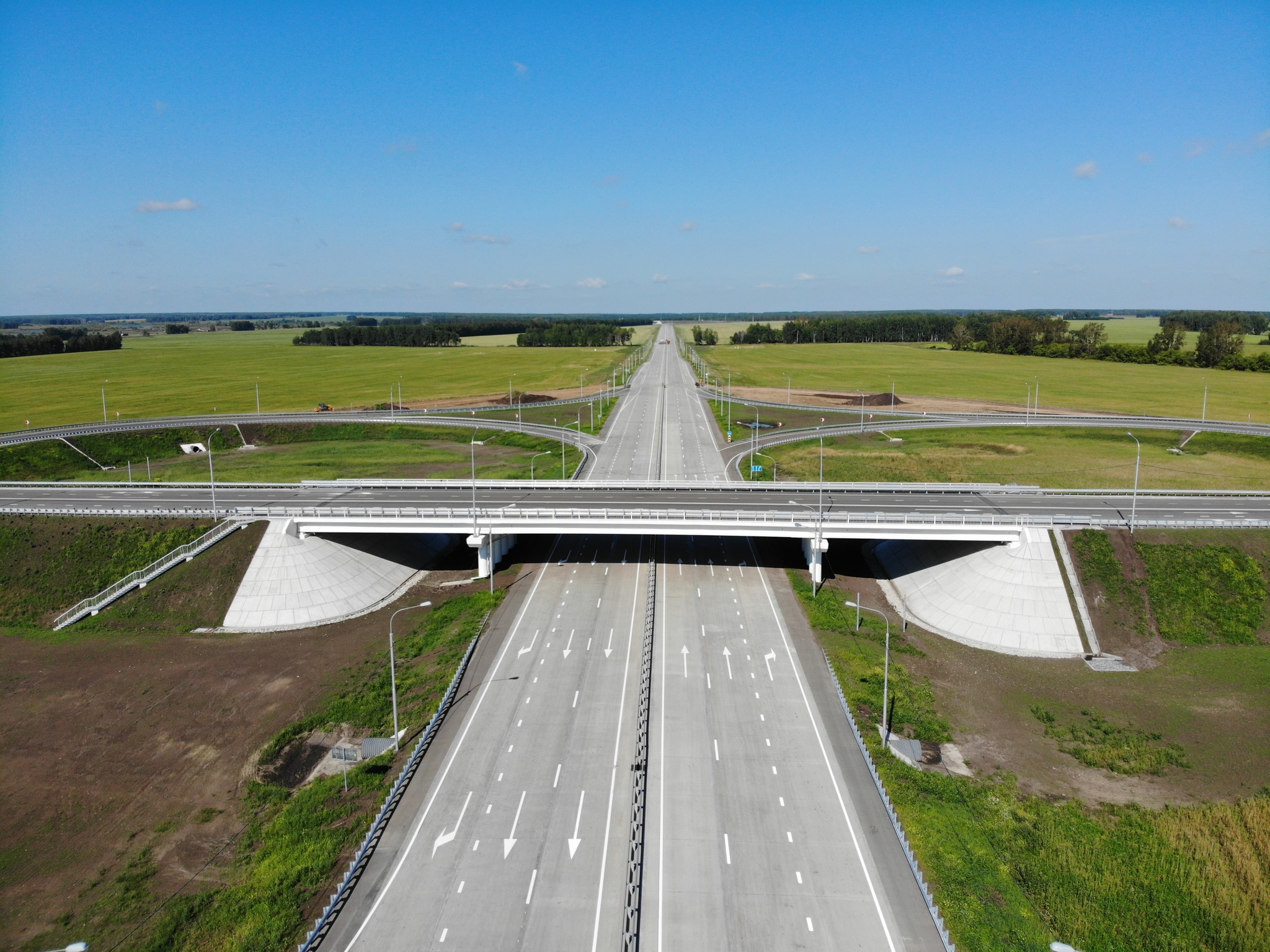
Section autoroutière non loin de Novossibirsk.

La première partie mesure 452 kilomètres et traverse les deux premiers oblasts et la seconde partie traverse les deux autres sur 798 kilomètres. Il existe enfin une troisième partie mineure, le contournement nord de Novossibirsk qui mesure 76 kilomètres. Il est possible d'éviter le Kazakhstan en prenant la R402 qui va d'Ichim dans l'oblast de Tioumen à Omsk dans l'oblast éponyme, ce qui rajoute une heure au trajet. Pour rejoindre la R402, il faut tourner vers le nord à Makouchino.
La route traverse une zone climatique homogène, avec un fort climat continental. Les températures descendent souvent sous les −20 °C en hiver. La route a sur la quasi-totalité du trajet une voie dans chaque sens, à part avant d'arriver à Novossibirsk et une fois passée celle-ci où elle a un caractère autoroutier avec deux voies dans chaque sens. La route est peu dangereuse, à part qu'elle est souvent monotone. La circulation s'élève à 10 000 voitures par jour entre Tcheliabinsk et Kourgan, et jusqu'à 15 000/jour à l'entrée de Tcheliabinsk.

## Itinéraire

### Oblast de Tcheliabinsk
Ville de Tcheliabinsk, Raïon Traktorozavodski
- Carrefour giratoire avec route de Brodokalmak, km 14

Raïon Krasnoarmeïski, km 14
- Intersection avec la 75K-139, km 17
- Petrovskiy, km 19

Kopeïsk, km 26

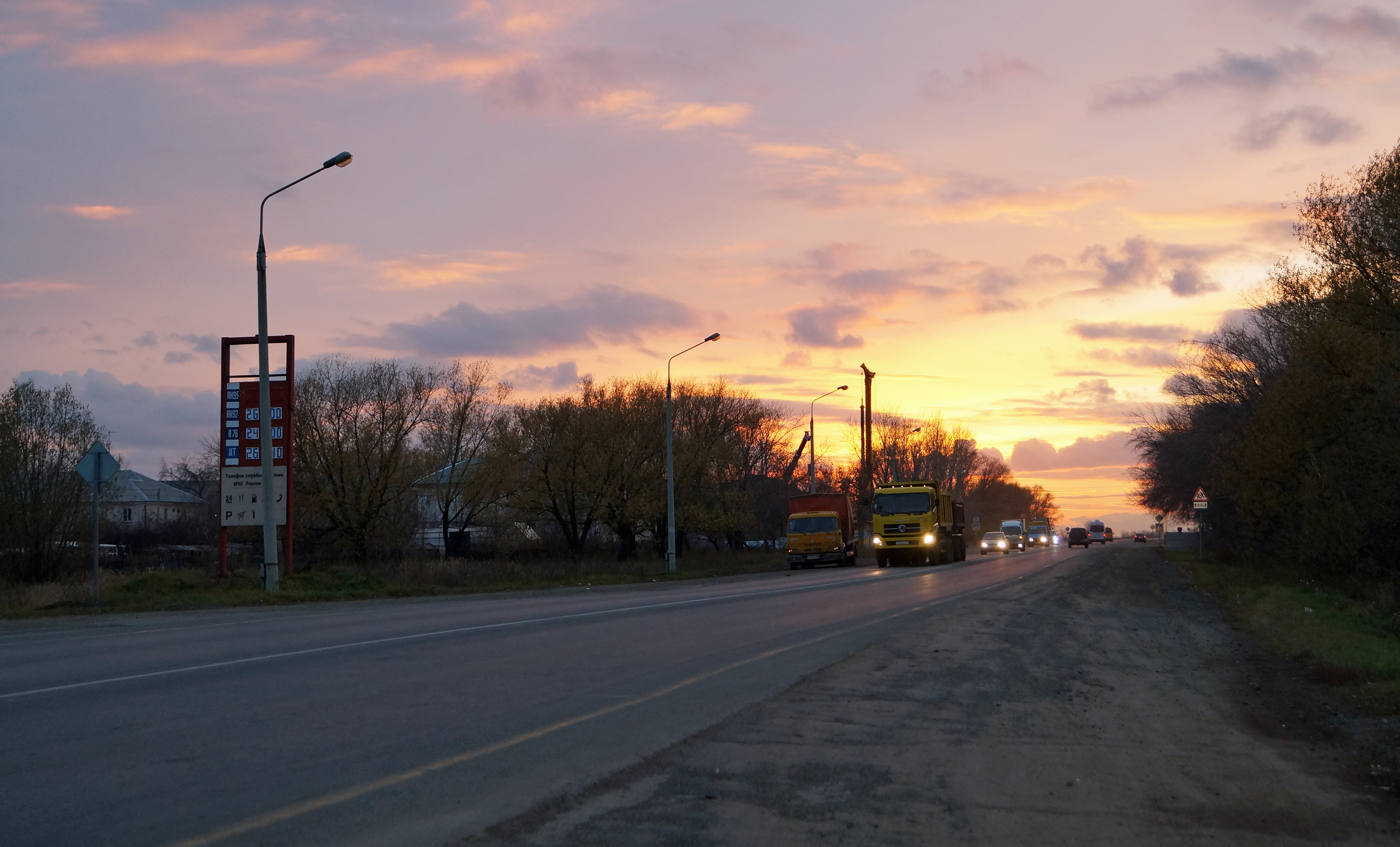
La M51 au km 26.

- Échangeur entre  et 75K-205 (Tchkad — rocade de Tcheliabinsk qui se connecte à la  vers Moscou), km 27

Raïon Krasnoarmeïski, km 28
- Intersection avec la 75K-143 vers Miasskoïe, km 34
- Aire de service , km 36
- Intersection avec la 75K-423 vers Miasskoïe et Lesnoï, km 38
- Intersection vers Anfalovo, km 47
- Intersection avec la 75K-136 vers Kanachevo, km 47

### Oblast de Kourgan

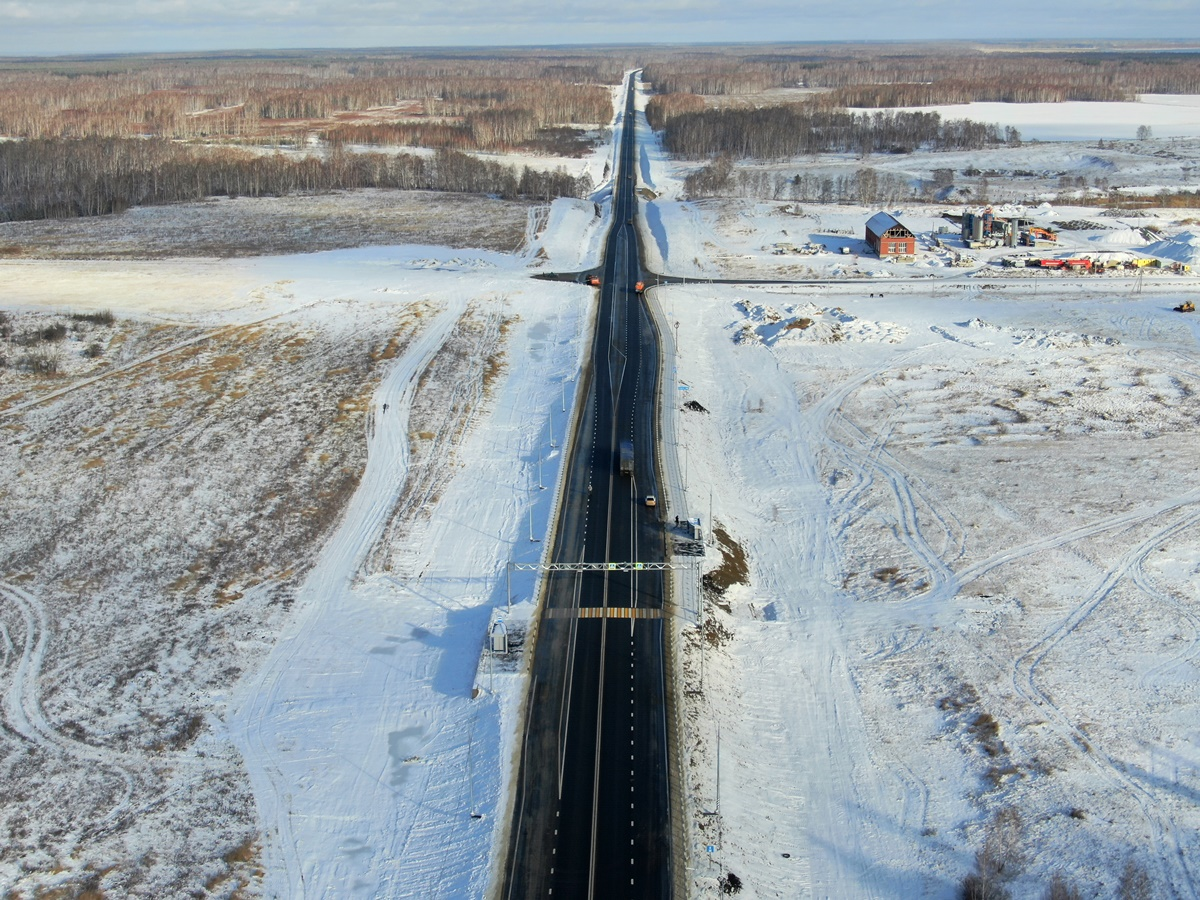
La route en hiver.

Raïon de Chtchoutchie
- Aire de repos , Stèles de bienvenue des oblasts de Tcheliabinsk et de Kourgan, km 56
- Intersection avec 37H-2328 et 37H-2329 vers Maïka et Kaïasan, km 62
- Intersection avec 37H-2303 vers Pivkino, km 70
- Intersection avec 37H-2309 vers Petrouchino, km 78
- Intersection vers Alakoul, km 80
- Kozino, km 88
- Intersection avec 37H-2301 et 37H-2319 vers Chtchoutchie et Tchoumliaski, km 92
- Intersection avec 37A-0012 vers Chtchoutchie et Safakoulevo, km 95
- Aire de service , km 95
- Intersection vers Frolika, km 96
- Intersection vers Klioukvennaïa, km 105
- Medveskoïe, km 109

Raïon de Choumikha, km 117
- Intersection vers Karandachovo, km 122
- Intersection vers Kamennoïe, km 124
- Intersection vers Kamennoïe, km 126
- Carrefour giratoire avec 37K-0003 et 37K-0008 vers Choumikha et Chadrinsk, km 126
- Intersection vers Kouchma, km 137
- Intersection vers Tchesnokovo, km 144

Raïon de Michkino, km 145
- Intersection vers Boutyrskoïe, km 149
- Intersection vers Boutyrskoïe, km 156
- Intersection vers Gladychevo, km 160
- Intersection vers Ostrovnoïe, km 167
- Intersection vers Michkino,  Aire de service , km 169
- Intersection avec 37H-1201 vers Michkino et Kirovo, km 171
- Intersection vers Michkino, km 173
- Intersection vers Vochkod, km 184
- Intersection vers Sladkoïe, km 186
- Intersection avec 37H-2411 vers Karasi, km 189

Raïon de Iourgamych, km 197
- Intersection avec 37A-0011 et 37H-2414 vers Iougramych, Kourtamych et Fadiouchino, km 207
- Intersection vers Rojdestvenka, km 219
- Intersection vers Tchineïevo, km 221
- Intersection vers Zyryanka, km 226
- Intersection vers Novaïa Zavorina,  Aire de service , km 228

Raïon de Ketovo, km 229
- Sytchovo, km 240
- Intersection vers Logouchka, km 242
- Intersection vers Vvedenskoïe et Kropani, km 248

Ville (okroug urbain) de Kourgan
- Début de 2x2 voies à chaussée séparée, km 248
- Inverseur de sens, km 249
- Sortie (sens ouest) vers Vvedenskoïe ,  Aire de service , km 251
- Intersection à Izoumroudny, km 253
- Inverseur de sens, km 254
- Sorties vers Zemlyanichnaïa Poliana (sens est) et Priozyorny (sens ouest), km 255
- Intersection avec Rue Zagorodnaïa, km 256
- Fin de 2x2 voies, km 256
- Ligne ferroviaire Iékaterinbourg - Kourgan, km 257
- Début de 2x2 voies à chaussée séparée km 257
- Sortie vers Malinovka, km 257
- Aire de service , km 258
- Carrefour giratoire avec  vers Iékaterinbourg,  Fin de 2x2 voies, km 259
- Intersection vers Kourgan, km 264
- Intersection vers Bolchoïe Tchaussovo, km 268
- Carrefour giratoire avec la rue d'Omsk vers Kourgan et la branche de la R254 vers Tioumen, km 269
- Sortie vers l'aéroport de Kourgan, km 274
- Rivière Tobol, km 274
- Intersection Rue Chelnokovskaïa vers Kourgan, km 276
- Aire de service , km 277
- Intersection vers Kourgan, km 279
- Intersection vers Zalessovski, km 285
- Intersection vers Sytchyovo, km 290

Raïon de Vargachi, km 291
- Intersection vers Vargachi, km 300
- Intersection avec 37H-0318 vers Barachkovo, km 301
- Intersection avec 37H-0302 vers Vargachi et Mostovskoïe, km 302
- Intersection vers Iourakly et Popovo, km 318

Raïon de Lebrajye, km 325
- Intersection avec 37H-1020 vers Koukouchkino, km 328
- Intersection vers Kamychnoïe, km 330
- Intersection avec 37H-1014 vers Lebrajye et Arlagoul, km 344
- Carrefour giratoire avec 37A-0010 vers Lebrajye et Mokroussovo, km 351
- Intersection vers Svetloïe, km 362
- Intersection vers Golovnoïe et Nalimovo, km 369

Raïon de Makouchino, km 373
- Intersection avec 37H-1114 vers Konovalovo, km 380
- Intersection vers Dessiati Oktiabr, km 387
- Carrefour giratoire vers Makoushino et avec la route vers Ichim (pour éviter le Kazakhstan), km 351
- Stepnoïe, km 409
- Souslovo, km 415La route en hiver.

Raïon de Petoukhovo, km 425
- Rynki, km 427
- Staroberiozovo, km 433
- Petoukhovo, km 440
- Carrefour giratoire avec 37A-0009 vers Petoukhovo, km 444
- Intersection vers Troïtskoïe, km 447
- Zotino, km 452
- Intersection avec 37H-1411 vers Kazantsevskoïe et Gorbounovo, km 462
- Douanes russes, km 465
- Frontière avec le Kazakhstan, la M51 prend le relais, km 466

### Oblast d'Omsk
Raïon d'Issikoul
- Entrée en Russie, la M51 se termine, km 656
- Douanes russes, km 658
- Intersection vers Blagovechtchenka et Roslavka, km 658
- Intersection avec 52H-86 vers Lesnoï et Komsomolskii, km 667
- Intersection avec 52H-81 vers Lesnoï et Pervotarovka, km 672
- Intersection avec 52K-13 vers Issikoul et Nazyvaïevsk, km 676
- Intersection vers Boïevoï, km 686
- Gofnoungstal, km 689
- Intersection vers Severnoïe, km 691
- Lac Krivoïe, km 692

Raïon de Moskalenki, km 694
- Intersection vers Nikolaïevka, km 697
- Zvezdino, km 700
- Intersection vers Proletarski, km 702
- Intersection vers Vesloï, km 709
- Intersection avec 52H-205 vers Moskalenki et Toumanovka, km 717
- Intersection vers Ivanovka, km 718
- Intersection vers Chefer, km 724
- Intersection vers Pomourino et Severnoïe, km 730
- Intersection vers Spartak, km 738

Raïon de Marianovka, km 739
- Aire de repos , km 739
- Intersection vers Piketnoïe, km 743
- Intersection avec 52H-195 vers Piketnoïe, km 744
- Zarya Svobody, km 747
- Zarya Svobody, km 748
- Tatyanovskiy Kordon, km 751
- Tatyanovskiy, km 752
- Intersection avec 52H-194 vers Orlovka, km 758
- Intersection avec 52K-11 vers Marianovka,  Aire de service , km 764
- Novaïa Charapovka, km 773
- Intersection vers Stepnoïe, km 777
- Intersection vers Alonskiy et Aleksandrovka, km 780
- Échangeur entre , Branche de la  vers Omsk-centre et 52K-35 (vers ), km 781
- Intersection vers Konezavodskiy, km 783

Raïon d'Omsk, km 787
- Intersection vers Piatiletka, km 788

Raïon d'Azovo
- Intersection vers Blijnyaïa Rochtcha, km 792
- Intersection vers Popovka et Mirnaïa Dolina, km 801

Raïon d'Omsk, km 804
- Sortie sur la 52K-25 vers Kirovski et la 52K-25, km 811
- Sortie à Troïtskoïe, km 812
- Carrefour giratoire avec 52K-3 vers Rousskaïa Poliana, à Troitskoïe, km 813
- Début de 2x2 voies à chaussée séparée, km 813
- Rivière Irtych, km 814

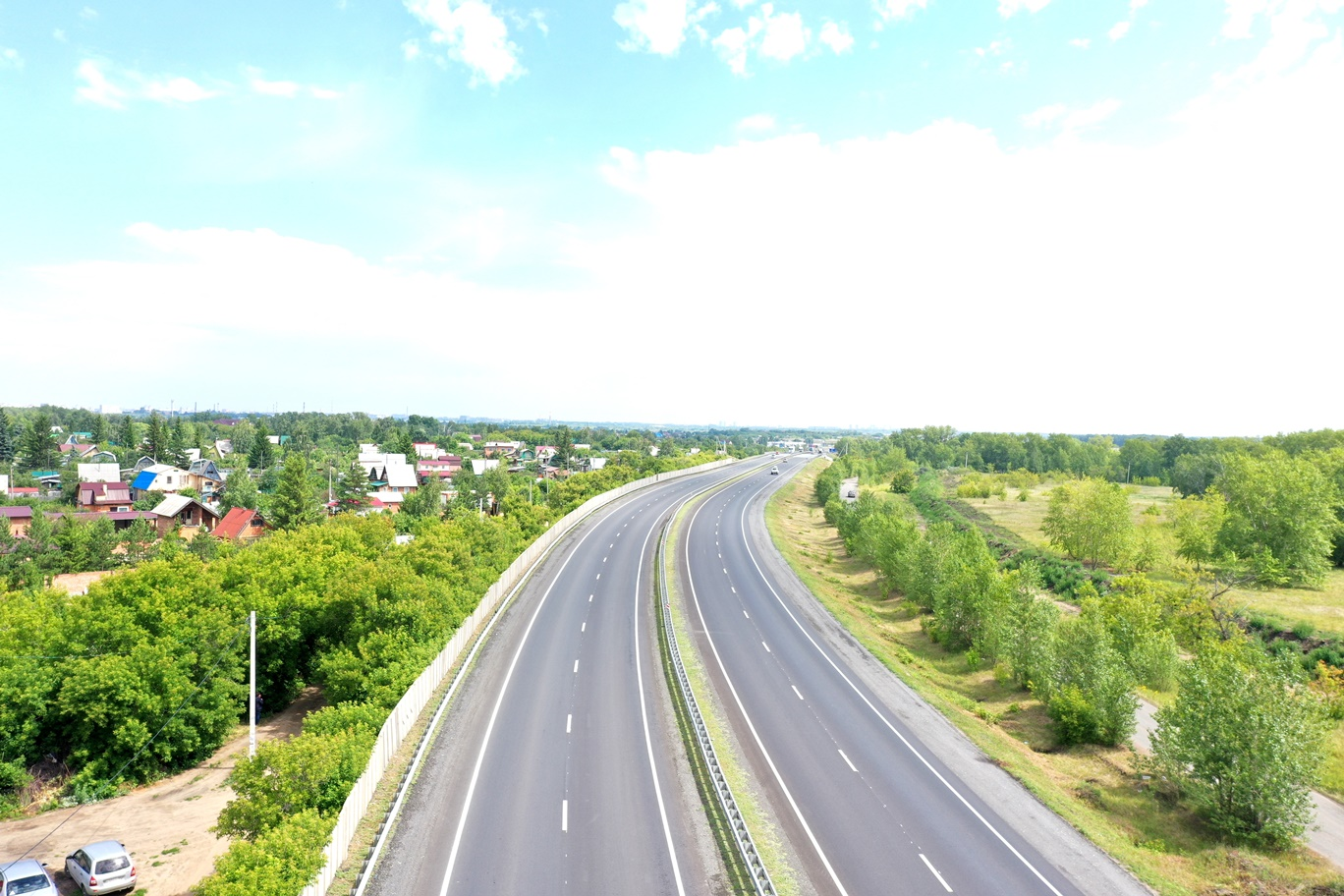
La R254 au sud d'Omsk (km 815)

Ville d'Omsk, Okroug de Lénine, km 814
- Carrefour Giratoire Rue Voroskgo, km 817Rond-point au sud d'Omsk

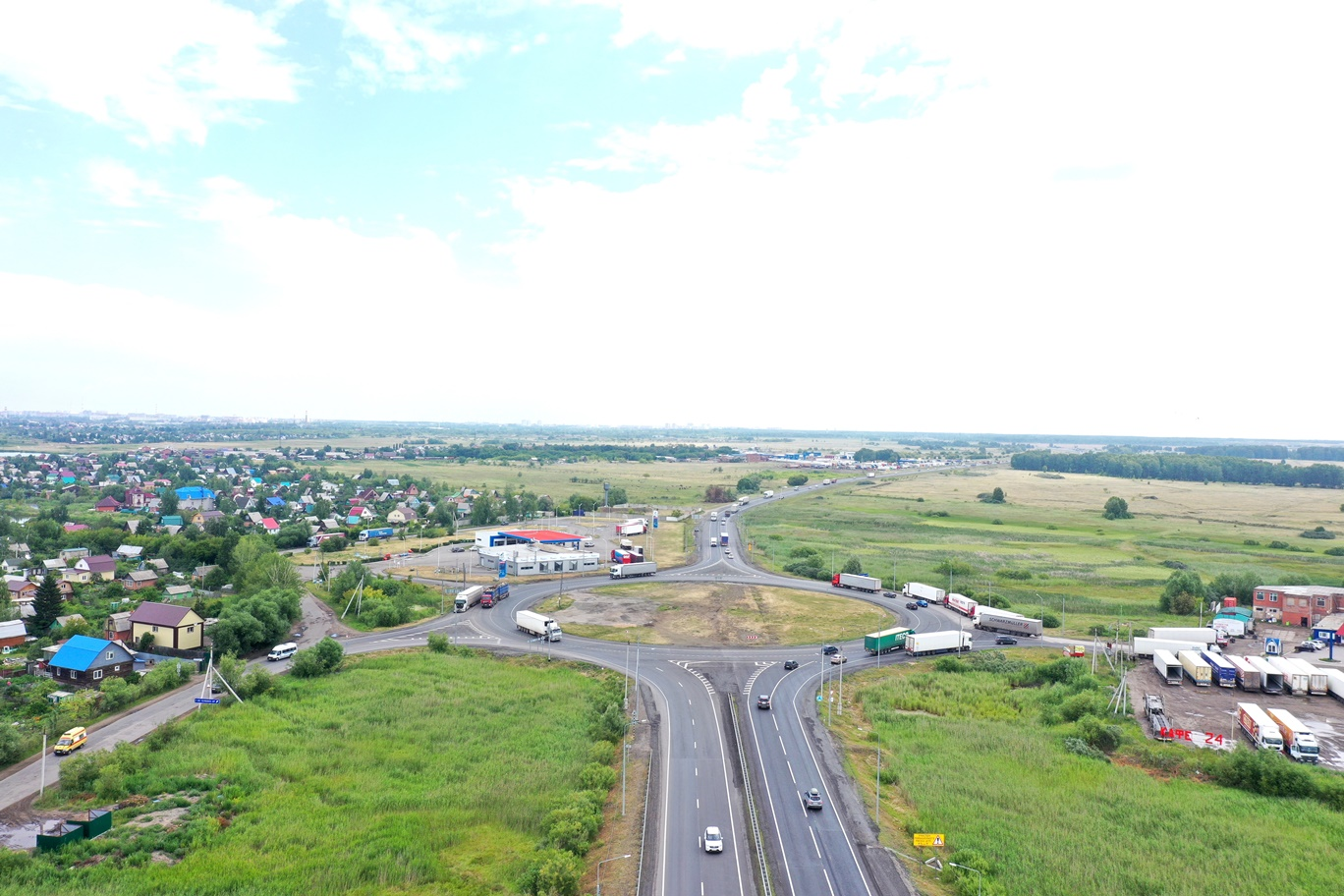
Rond-point au sud d'Omsk

- Sortie (sens ouest) vers Armeïski, km 818
- Sortie (sens est) vers Tcheriomouchki, km 820
- Échangeur entre , Route de Tcherlak vers Omsk-centre et  (vers Tcherlak et Pavlodar),   Fin de 2x2 voies,  km 822
- Sortie (sens ouest) vers Rue Machinostroïtelnaïa, km 823
- Aire de service , km 828
- Intersection vers Rakitinka et Morozovka, km 830

Raïon d'Omsk, km 830
- Intersection vers Serebriakovka et Oktiabrski, km 838
- Zelyonaïa Rochtcha, km 846

Raïon de Kormilovka, km 850
- Nemirovka, km 852
- Intersection avec 52H-135 vers Tchernigovka et Kormilovka, km 865
- Sortie sur la 52H-137 vers Kornilovka et Pobeditel,  Aire de service , km 869

Raïon de Kalatchinsk, km 884
- Intersection avec la 52H-108 vers Indeïka et Koulikovo, km 891
- Carrefour Giratoire vers Kalatchinsk, km 895
- Carrefour Giratoire vers Kalatchinsk et avec la 52A-1 vers Irtych, km 899
- Aire de service , km 900
- Carrefour Giratoire vers Kalatchinsk et avec la 52K-7 vers Okonechnikovo, km 905
- Intersection vers Gloukhova, km 909
- Intersection vers Valerino, km 914
- Intersection vers Lvovka et Iliouchkino, km 929
- Intersection avec la 52H-100 vers Kovalevo et Ivanovka,  Aire de service , km 944

### Oblast de Novossibirsk
Raïon de Tatarsk, km 948

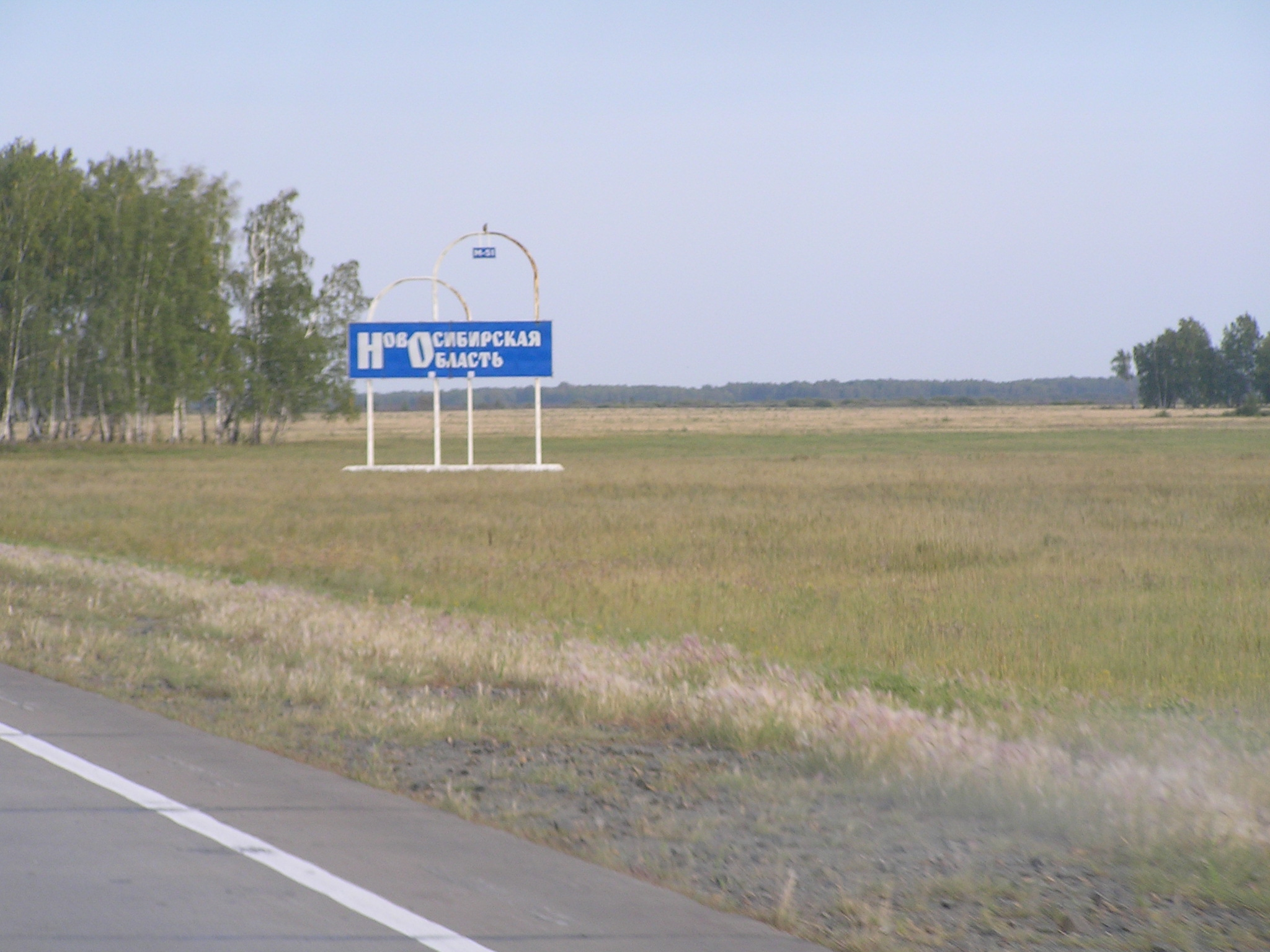
Arrivée dans l'oblast de Novossibirsk.

- Intersection vers Nikoulino et Novopervomaïskoïe, km 954
- Neudachino, km 961
- Intersection avec la 50H-2541 vers Ievguenievka et la  50H-2526 vers Dmitriïevka, km 969
- Intersection vers Rojdestvenka, km 977
- Intersection avec la 50H-2504 vers Tatarsk et Zoubovka, km 986
- Intersection avec la 50K-01 vers Tatarsk, Tchistooziornoïe et Karassouk, km 992
- Intersection avec la 50H-2522 vers Tatarsk, km 998
- Droujba, km 1003
- Minino, km 1009

Raïon de Tchany, km 1017
- Intersection avec la 50H-2901 vers Tchany et Zemlyanaïa Zaïmka, km 1038
- Intersection vers Tchany, km 1044
- Intersection avec la 50K-02 vers Tchany et Kychtovka, et avec la 50H-2903 vers Bloudtsy, km 1048
- Intersection vers Kochkoul,  Aire de service , km 1072
- Intersection vers Tebis et Tebiskoïe, km 1093

Raïon de Barabinsk, km 1097
- Intersection vers Oustiantsevo et Kirzinskoïe, km 1123
- Intersection avec la 50H-0102 vers Barabinsk et Kvachnino avec le lac Tchany, km 1138
- Échangeur entre  et 50K-05 (vers Barabinsk et Zdvinsk), km 1145Échangeur près de Barabinsk.

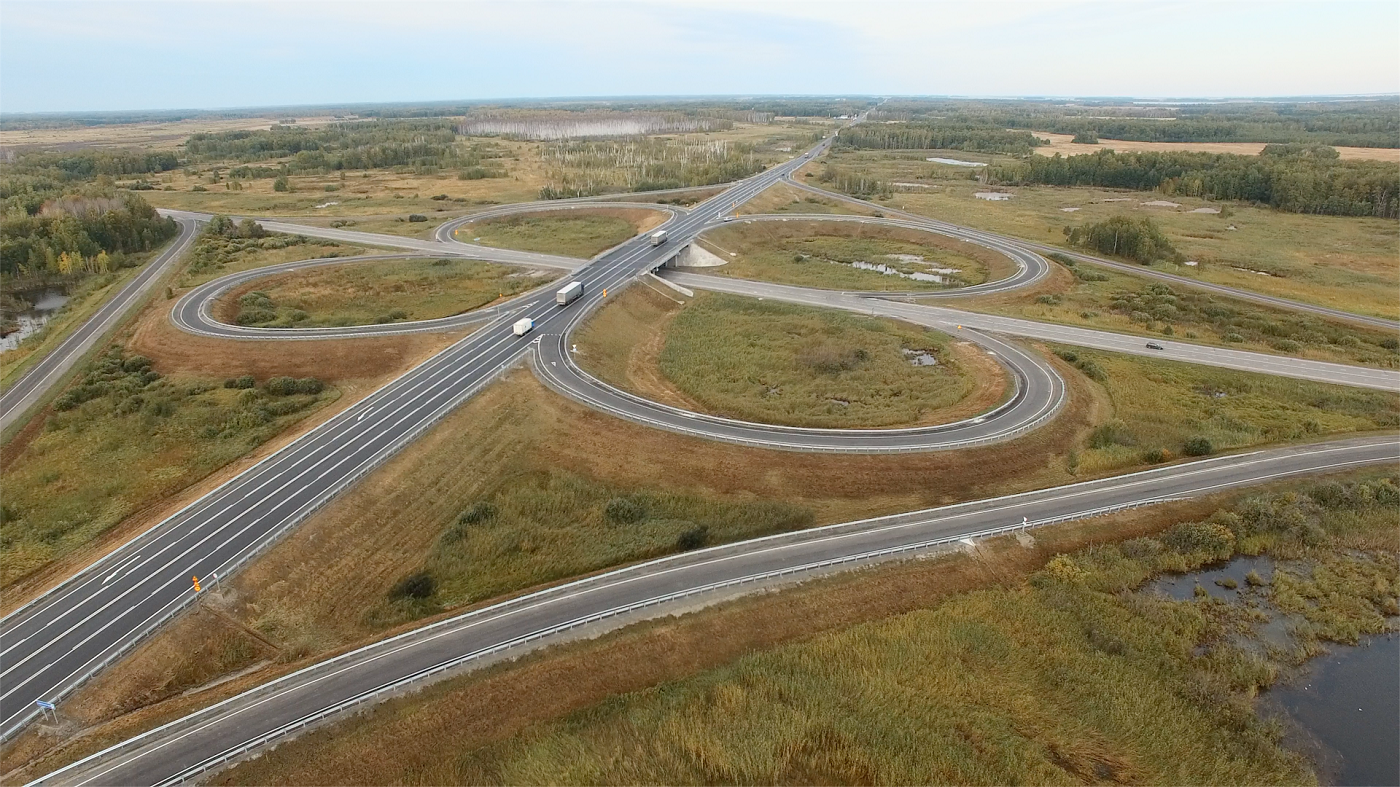
Échangeur près de Barabinsk.

- Intersection vers Barabinsk, km 1151
- Intersection vers Taskaïevo, km 1152
- Intersection vers Trounovskoïe, km 1176
- Intersection vers Penzino, km 1183

Raïon de Kouïbychev, km 1186
- Intersection vers Novy Karapouz, km 1193

Raïon d'Oubinskoïe, km 1193
- Intersection vers Kojourla et Alexandro-Nevskoïe, km 1196
- Transsibérien, km 1202
- Intersection vers Kloubnitchny et Kolmakovo, km 1216
- Intersection vers Oubinskoïe,  Aire de service , km 1233
- Intersection vers Oubinskoïe et Vladimirskoïe, km 1238
- Intersection vers Orlovka et Oubinskoïe, km 1246
- Intersection vers Iermolaïevka, km 1252

Raïon de Kargat, km 1254
- Intersection vers Filino et Grouzdevka, km 1259
- Intersection vers Lebedevskiy, km 1271
- Intersection avec la 50H-029 vers Kargat et Forpost-Kargat, km 1282
- Intersection avec la 50K-09 vers Kargat, Dovolnoïe et Kotchki, km 1286
- Intersection vers Kapralovo, km 1293

Raïon de  Tchoulym
- Intersection vers Kokochino et Krasnovka, km 1304
- Intersection vers 50K-30 vers Tchoulym et Tchernakovo, km 1324
- Intersection vers 50H-029 vers Tchoulym et Penek, km 1328
- Intersection vers Kabinetnoïe et Kouznetskiy, km 1349
- Intersection vers Kabinetnoïe et Setky, km 1353

Raïon de Kotcheniovo, km 1357
- Tikhomirovski, km 1359
- Sevastianovka, km 1370
- Douplenskaïa, km 1372
- Intersection vers Novorochtchinski, km 1373
- , km 1393
- Sortie vers Lesnaïa Polyana, km 1394Sortie du km 1394

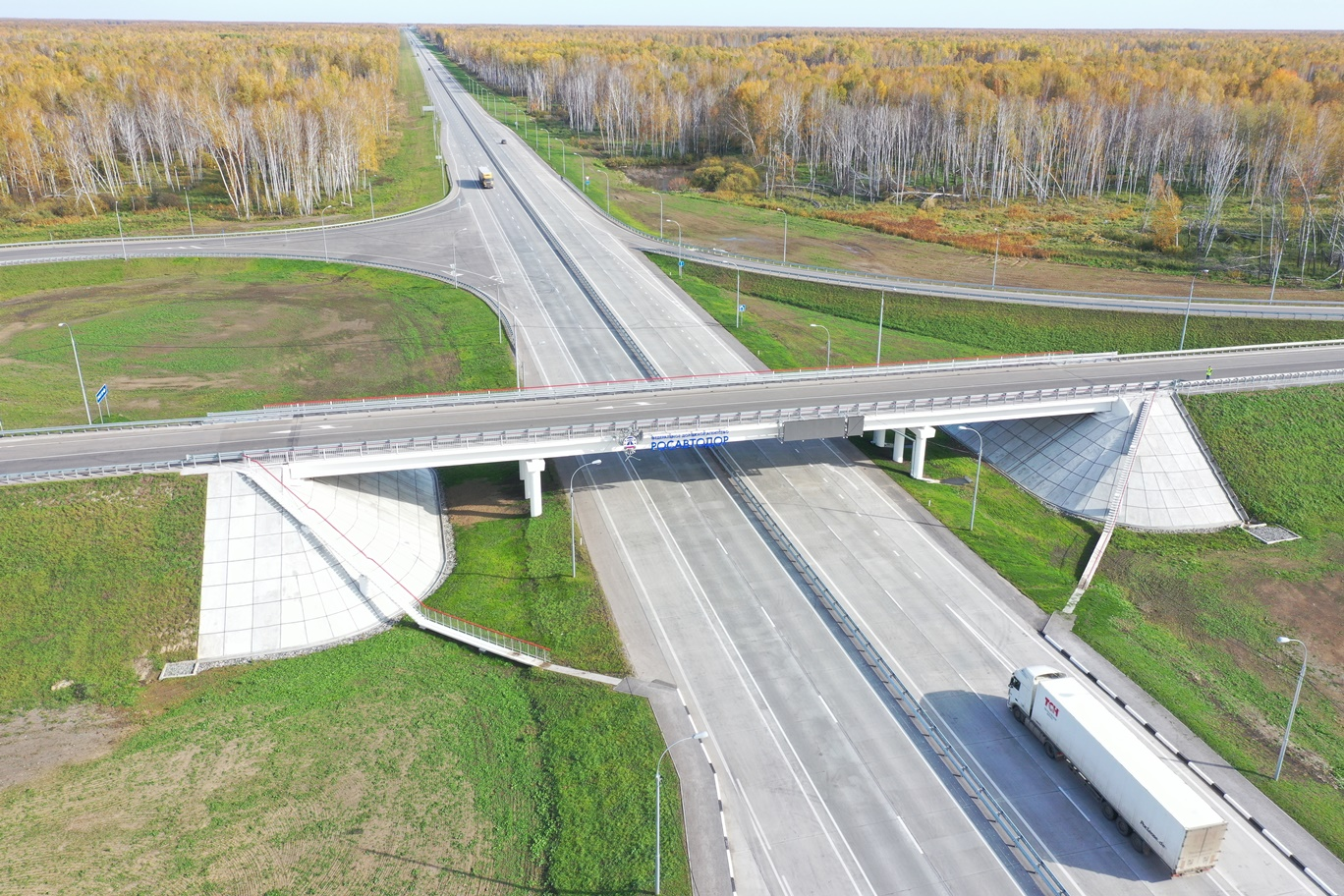
Sortie du km 1394

- Sortie vers Beloborodovo, km 1400
- Sortie vers Novomikhaïlovka, km 1403
- Sortie vers Vakhrouchevo et Kotcheniovo, km 1408
- Échangeur entre  et 50H-1205 (vers Molot et Kotcheniovo), km 1411
- Aire de repos , km 1412
- La R254 vers Svelty en direction de Novossibirsk. Sortie vers Svelty, km 1417

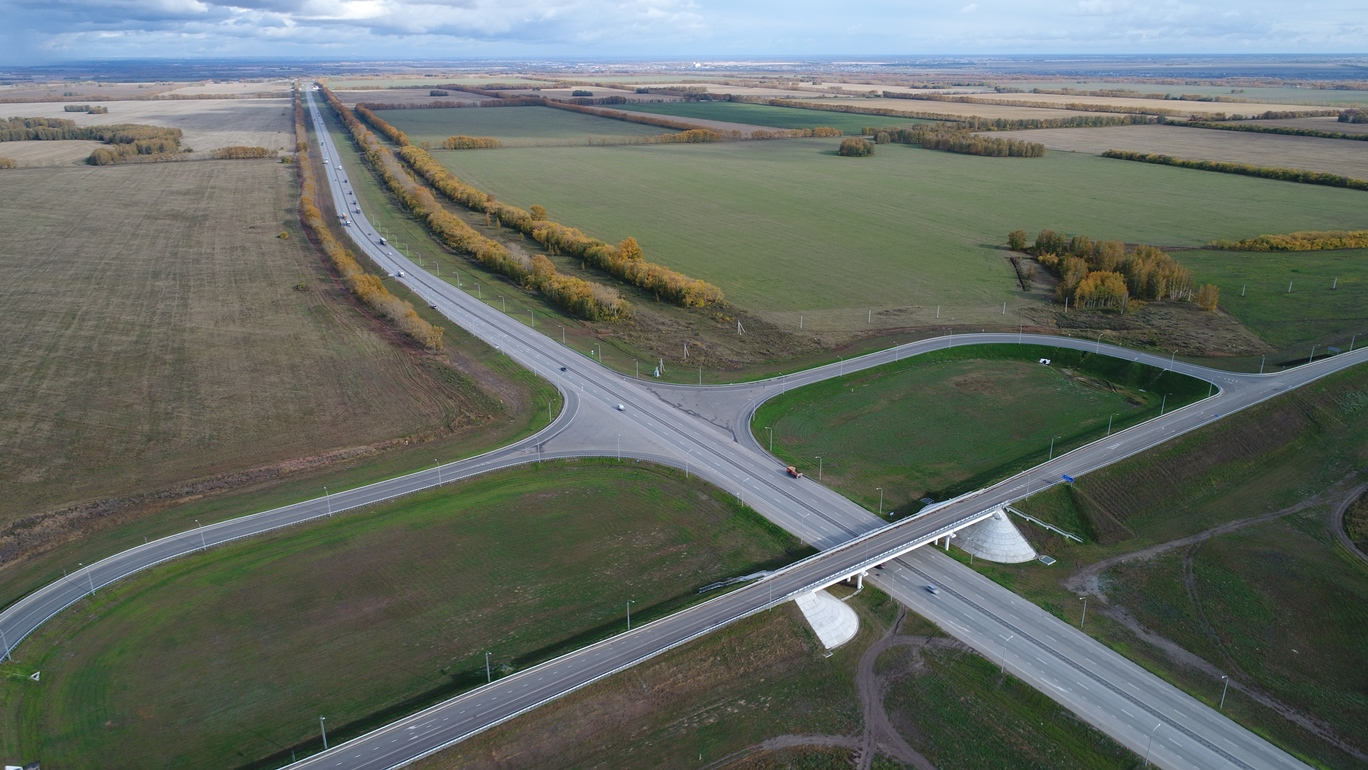
La R254 vers Svelty en direction de Novossibirsk.

- ,  Échangeur entre (vers Novossibirsk, arrondissement de Lénine et Contournement Nord de Novossibirsk (partie de la ), km 1423
- Intersection vers Bounkovo et Rassvet, km 1427
- Rue Svatukhina à Prokoudskoïe, km 1429

Raïon de Novossibirsk, km 1431
- Pavino, km 1439
- Carrefour Giratoire vers l'Aéroport de Novossibirsk-Tolmatchevo et la 50K-24 vers l'arrondissement de Lénine, ville d'Ob, km 1443
- Tolmatchevo, km 1443
- Rue Bolchaïa vers Pavino, km 1444
- Intersection Rue Mira à Krasnoglinnoïe, km 1445
- Intersection vers Izoumroud, km 1446
- Intersection Rue Mira à Krasnoglinnoïe, km 1446
- Intersection vers Tolmatchevo, km 1448
- Intersection vers Brigadny, km 1448
- Carrefour Giratoire avec la 50K-17r allant de l'arrondissement de Lénine, par Verkh-Toula à Karassouk, km 1454

### Contournement nord de Novossibirsk
Construit à partir de 1999, le contournement a été ouvert en 2011 et mesure près de 80 kilomètres, décomptés à part dans l'itinéraire:
- Échangeur entre (vers Novossibirsk, arrondissement de Lénine et Contournement Nord de Novossibirsk (partie de la ), km 1
- Intersection avec la 50K-11 vers Bounkovo et Tchik, km 7
- Intersection vers Bounkovo et Tchik, km 8
- Intersection vers Krivodanovka, km 15
- Intersection vers Kordon, km 19
- Échangeur entre  et 50K-12 (vers Kolyvan et Priobski), km 26
- Sortie vers Signal, Katkovski et Priobski, km 35
- Fleuve Ob, km 38
- Sortie sur la 50H-2138 à Kloutchevoï, km 43
- Échangeur entre  et 50H-2101 (devenant ensuite la , vers l'Altaï), km 46
- Sortie vers Sadovy, Inverseur de sens, km 48L'autoroute près de la sortie de Pachino.

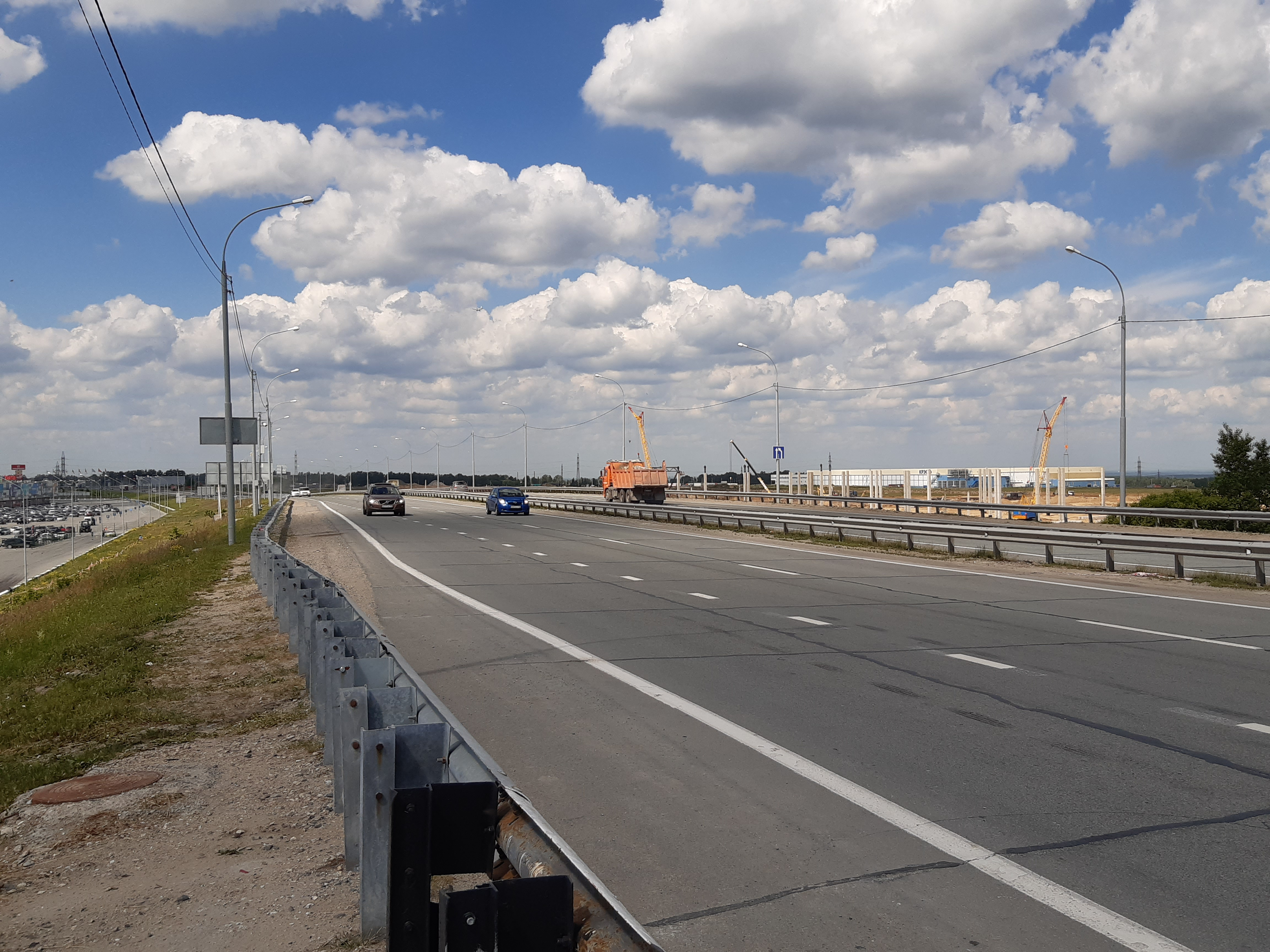
L'autoroute près de la sortie de Pachino.

- Sortie sur la route de Pachino, km 50
- Sortie ( sens ouest) vers Zaretchny, km 57
- Sortie sur la 50H-1918 vers Motchichtche et Lotki, km 61
- Sortie à Barlak, km 66
- Sortie vers Sokour, km 70
- Sortie à Sokour, km 73
- Sortie vers Sokour et Iemelianovskiy, km 75
- Fin de l'autoroute et de la R254, km 76. Début de la  vers Irkoutsk au km 43.

### Note sur le kilométrage
La route subit des rénovations chaque année, le nombre de kilomètres est donc variable. L'itinéraire n'est pas exhaustif. Les distances et points kilométriques ont été calculées via Yandex. Le kilomètre 1 n'existe pas, le premier kilomètre est le 14ème. La route continue de gagner des points kilométriques au Kazakhstan même si elle existe pas, expliquant le passage du 466ème kilomètre au 656ème.